# シームルグ

シームルグ、サーサーン朝の章

シームルグ（またはスィームルグ、スィーモルグ、シムルグ。ペルシア語: سیمرغ、Simurgh）は、イラン神話に登場する神秘的な鳥である。サムルク（Samruk）などともいう。

## 解説

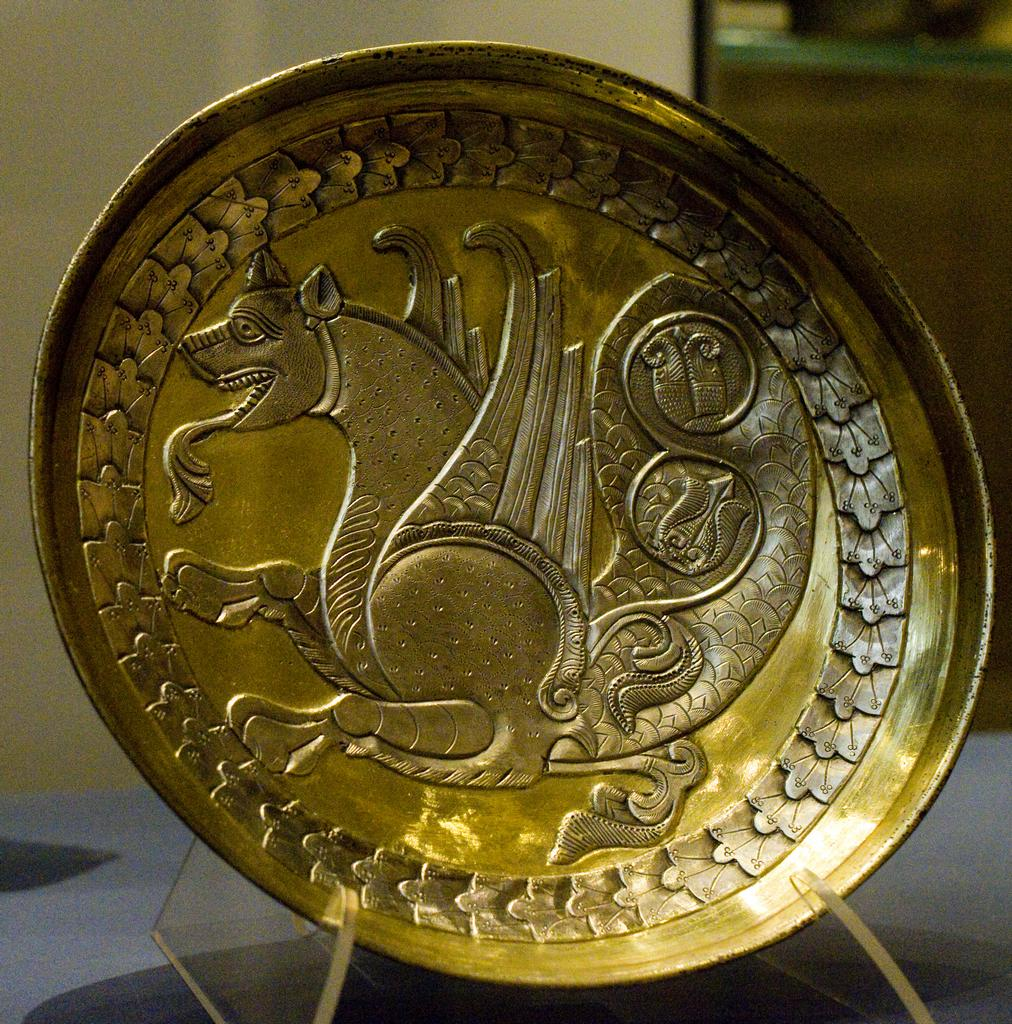
シームルグ (Sēnmurw) をあしらった、サーサーン朝時代の銀の皿。7世紀または8世紀頃。

シームルグの伝承は、ペルシア（現在のイラン）やカシミール（現在のインド北部）で知られている。ペルシアの北部にあるアルブルズ山に住むとされており、その羽毛は美しいだけでなく治癒する力を持つとされている。
伝承では、シームルグの体は象さえ運べるほど巨大だという。鳥の王であり、ゆえに餌として得たものは自身が満腹になると残りは他の動物が食べられるようにとその場に置いていくという。
伝承によっては、シームルグは1700年の寿命を持ち、300歳になると卵を産み、その卵は250年かかって孵るという。そして、雛が成長すると親鳥が火に飛び込んで死ぬとされている。
サエーナ鳥とも呼ばれ、アヴェスターにおいては太古の海にある二本の大木のうちの一本に棲んでいた。この木の上でシームルグが羽ばたくと種子が巻き散らされ、その種子からはあらゆる種類の植物が生えた。しかし、ある時ダエーワたちによってこの大木が打ち倒されて枯れると、シームルグはアルブルズ山へと住処を移した。

## 『シャー・ナーメ（王書）』

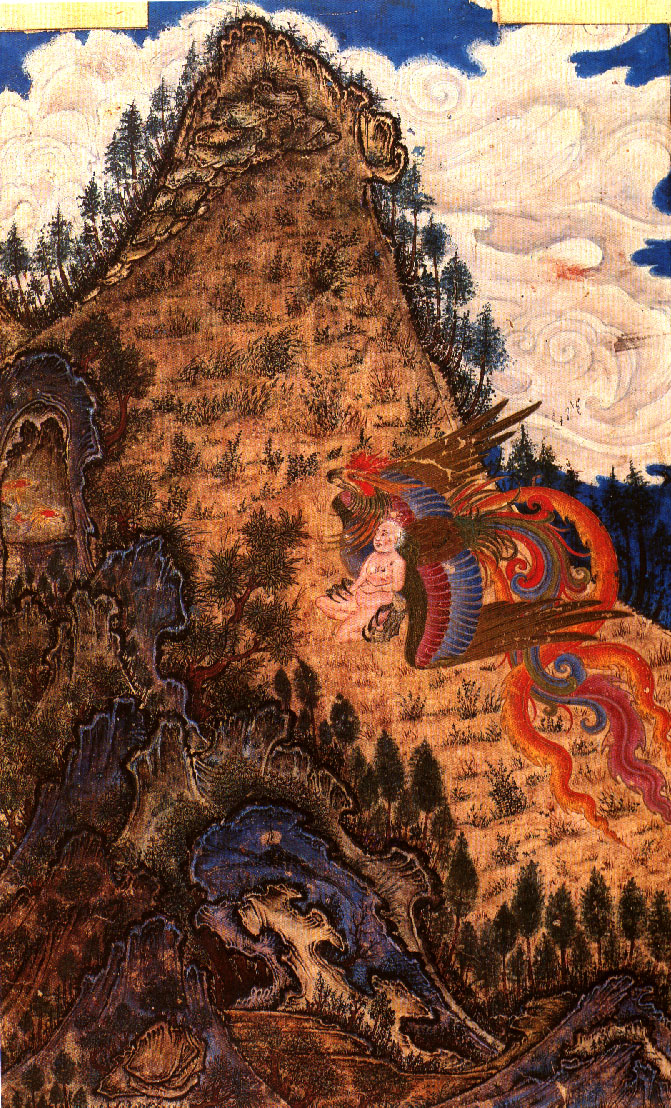
シームルグとザール。

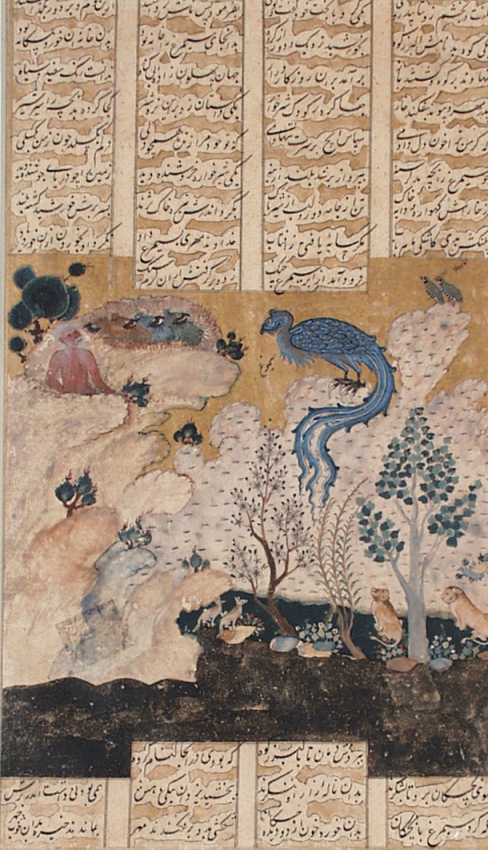
同じく、シームルグとザール。

フェルドウスィーによる叙事詩『シャー・ナーメ（王書）』では、シームルグは重要な役割をもって登場する。
ナリーマン家のサームの元に生まれたザールは、生まれた時から白髪だったため、父サームの命令によって遠い場所に捨てられた。エルブルズ山（アルブルズ山）に巣を置いて雛を育てていたシームルグがこの捨てられた赤ん坊を見つけた。シームルグは赤ん坊を哀れみ、巣に連れ帰って雛鳥と一緒に育て始めた。雛鳥もこの赤ん坊に危害を加えることはなかった。やがてサームの夢に不思議な青年が現れたことから、サームはかつて子供を捨てたことを後悔し、子供を捜すべくエルブルズ山にやって来た。サームを見つけたシームルグは、成長したサームの息子に別れの時が来た旨を告げ、自分の羽根の1枚を渡すと、サームの元まで連れて行った。そしてサームから感謝の言葉を受けてから山へ飛び去った。サームは息子にザールと名付けて共に山を下りた。サームが仕えるイラン王マヌーチェフルは、サームの子をシームルグが育てたと知ると非常に喜んだ。
やがてザールは、カーブルのルーダーベ姫と結ばれる。ルーダーベがザールの子を身ごもったが、臨月となっても胎児は産まれずルーダーベを苦しめた。ザールは、かつてシームルグから貰った羽根のことを思い出し、シームルグが言ったように羽根の一部を香炉で燃やした。すぐにシームルグが現れ、生まれてくる子が強く賢い人物となる旨を告げると、出産のための助言を与えた。そして1枚の羽根を置いて飛び去った。シームルグの指示通り、ルーダーベを酒で酔わせた後に腹部を切開して無事に赤ん坊を取り上げ、腹部は縫合して薬を塗り、最後にシームルグの羽根で腹部を撫でた。こうしてルーダーベは救われ、生まれた子供はロスタムと名付けられた。
成長したロスタムが、イランの王子イスファンディヤールと戦って傷ついた時、ザールは香炉でシームルグの羽根の一部を燃やした。再びシームルグが現れて、まずロスタムの傷を治療し、やはり負傷していた彼の馬ラクシュをも治療した。それから、ロスタムからイスファンディヤールと戦うことになった事情を聞くと、イスファンディヤールと和解を試みるよう、そしてもしイスファンディヤールが和解を受け入れないなら、シームルグが作らせた矢を用いて彼と戦うよう助言した。再びイスファンディヤールと相まみえたロスタムが和解を試みたが、イスファンディヤールはなおも戦おうとするため、ロスタムはシームルグが指示した方法で矢を放った。矢はイスファンディヤールの目に深々と刺さり、これが彼の致命傷となった。
なお、イスファンディヤールは、イランと隣国トゥーラーンとの戦争の際、トゥーラーン王のいる「青銅の城」へ攻め込む途中で7つの艱難を攻略している。その艱難の1つはシームルグとの戦いであったが、ここでのシームルグはザールを育てたシームルグとは別の、邪悪な鳥だとされている。イスファンディヤールは策略をもってシームルグを倒し、剣でその体をバラバラにしたところ、飛び散った羽根が山々の間の平野を埋めたという。

## 『鳥の言葉』
12世紀に詩人ファリードゥッディーン・アッタールによってペルシア語で書かれた長編詩『鳥の言葉』にもシームルグが登場する。ある時、さまざまな種類の鳥たちがシームルグを探すために飛び立った。長く苦しい旅の間に脱落者を出しながらも、最終的に30羽の鳥たちがシームルグの住む山の頂に辿り着く。そのとき彼らは、自分達の一団にシームルグが宿り、自分達自身がシームルグであることに気付く。なお、シームルグの名前の意味は「30羽の鳥」だとも解釈できるという。

## 類似する幻想動物
シームルグが自ら焼死するという伝承はエジプトのフェニックスの伝承と類似していると言われている。また、先イスラム時代のアラビア神話にもシームルグと性質が似る霊鳥アンカがいる。
シームルグはスラヴ神話に取り込まれ、セマルグルという霊獣となり、ウラジーミル1世によってキエフの丘に置かれた6体の神像のうちの1体でもあった。キエフやリャザンで見つかった、12〜13世紀頃に作られた銀製の腕輪には鳥と動物の要素の入り交じった外見の生き物が彫刻されたものがあり、その生き物が古代ペルシアの皿に彫刻されたシームルグに似ているため、一部の研究者はその生き物をセマルグルではないかと推論している。